# Camille Lepage

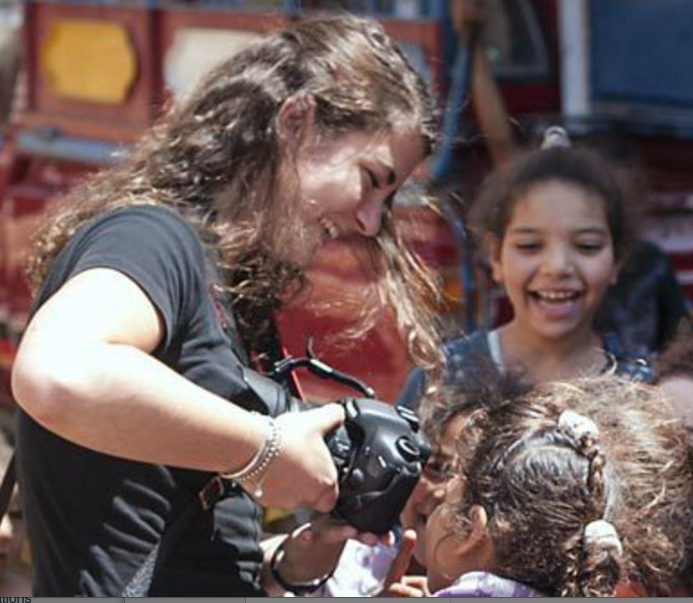
Camille Lepage (2011)

Camille Lepage (* 28. Januar 1988 in Angers, Pays de la Loire; † 12. Mai 2014 in Gbambia, Zentralafrikanische Republik) war eine französische Journalistin und Fotografin.

## Leben
Camille Lepage studierte nach ihrem Baccalauréat am Lycee Saint Martin in ihrer Heimatstadt Ökonomie und Politik an der Hochschule Intégral Ruedi Baur Paris. Anschließend absolvierte sie von 2008 bis 2012 ein Journalismus-Studium an der Southampton Solent University. In dieser Zeit arbeitete sie als freie Mitarbeiterin für die US-amerikanische progressive Zeitschrift In These Times und die Los Angeles Times. Von Juni bis September 2011 arbeitete sie für die ägyptische Tageszeitung Al Masry Al Youm, bevor sie Anfang Juli 2012 nach ihrem Journalismus-Abschluss in den Südsudan ging.
Lepage berichtete über den Bürgerkrieg in Zentralafrika. Sie kam bei einer Reportagereise nach Hamadagaza in Gbambia rund 60 km westlich der Stadt Bouar am 12. Mai 2014 ums Leben. Soldaten der französischen Operation Sangaris fanden ihre Leiche am 13. Mai 2014 auf einem Lastwagen der christlichen Miliz Anti-Balaka auf der Bouar-Bozoum Road. Ihr Tod wurde am 13. Mai 2014 vom Élysée-Palast bekanntgegeben.
Lepage interessierte sich auch für die Menschen in den Ländern, in denen sie arbeitete auch außerhalb der Bürgerkriegssituation. Sie photographierte immer wieder Alltagsszenen.

## Auszeichnungen
- Preis der Manuel Rivera-Ortiz Foundation[13][14][15]

## Rezeption
Der Regisseur Boris Lojkine verfilmte die Geschichte von Lepage unter dem Titel Camille; der Film erschien 2019.